# Loxostege straminealis
Loxostege straminealis là một loài bướm đêm trong họ Crambidae.